# Olipara lukawensi
Olipara lukawensi är en insektsart som först beskrevs av Synave 1953.  Olipara lukawensi ingår i släktet Olipara och familjen kilstritar. Inga underarter finns listade i Catalogue of Life.